# Jon Abrahams
Jon Avery Abrahams (Nova York, 29 d'octubre de 1977) és un actor de cinema i televisió estatunidenc.
Abrahams va anar a l'escola de Saint Ann a Brooklyn. Divideix el seu temps entre Los Angeles i Park Slope, Brooklyn.
Abrahams ha fet de protagonista en moltes pel·lícules i TV. Els seus papers més notables són Bobby a Scary Movie, Dalton Chapman a la pel·lícula de terror House of Wax i Denny Byrnes a la comèdia de Robert De Niro-Ben Stiller Meet the Parents. És també conegut com "DT Jonny" a The Ellen DeGeneres Show per quatre temporades, reemplaçant Tony Okungbowa. Va ser substituït a cinquena temporada per Ted Stryker a causa del seu desig de concentrar-se en la seva carrera en el cinema. Se'l pot veure en la comèdia del 2009 "2 Dudes and a Dream", actualment en postproducció. i també ha fet de protagonista en el vídeo musical d'Enrique Iglesias per "Do You Know? (The Ping Pong Song)".

## Filmografia
| Any  | Títol                               | Paper            |
| ---- | ----------------------------------- | ---------------- |
| 1995 | Kids                                | Steven           |
| 1995 | Dead Man Walking                    | Sonny Poncelet   |
| 1997 | Masterminds                         | Richard 'K-Dog'  |
| 1998 | The Faculty                         | Xicot            |
| 1999 | Outside Providence                  | Drugs Delaney    |
| 2000 | Boiler Room                         | Jeff             |
| 2000 | Boston Public                       | Zach Fischer     |
| 2000 | Scary Movie                         | Bobby Prinze     |
| 2000 | Els pares d'ella (Meet the Parents) | Denny Byrnes     |
| 2001 | Texas Rangers                       | Berry Smith      |
| 2002 | They                                | Billy Parks      |
| 2003 | My Boss's Daughter                  | Paul             |
| 2005 | House of Wax                        | Dalton Chapman   |
| 2005 | Secrets compartits (Prime)          | Morris           |
| 2005 | Standing Still                      | Pockets          |
| 2006 | Bottoms Up                          | Jimmy DeSnappio  |
| 2007 | Gardener of Eden                    | Don              |
| 2007 | 2 Dudes & a Dream                   | Model Instructor |
| 2008 | The Hill                            | Howard           |
| 2009 | Who Do You Love?                    | Leonard Chess    |